# 1964 în informatică
- 1963 în informatică — 1964 în informatică — 1965 în informatică

1964 în informatică a însemnat o serie de evenimente noi notabile: